# Zonnemaire
Zonnemaire (51° 43′ N, 3° 57′ L) é uma cidade dos Países Baixos, na província de Zelândia. Zonnemaire pertence ao município de Schouwen-Duiveland, e está situada a 19 km southwest of Hellevoetsluis.
Em 2001, a cidade de Zonnemaire tinha 330 habitantes. A área urbana da cidade é de 0.092 km², e tem 151 residências.
A área de Zonnemaire, que também inclui as partes periféricas da cidade, bem como a zona rural circundante, tem uma população estimada em 1040 habitantes.